# Cantón de Saint-Égrève
El cantón de Saint-Égrève era una división administrativa francesa, que estaba situada en el departamento de Isère y la región de Ródano-Alpes.

## Composición
El cantón estaba formado por siete comunas:
- Fontanil-Cornillon
- Mont-Saint-Martin
- Proveysieux
- Quaix-en-Chartreuse
- Saint-Égrève
- Saint-Martin-le-Vinoux
- Sarcenas

## Supresión del cantón de Saint-Égrève
En aplicación del Decreto n.º 2014-180 de 18 de febrero de 2014, el cantón de Saint-Égrève fue suprimido el 22 de marzo de 2015 y sus 7 comunas pasaron a formar parte del nuevo cantón de Grenoble-2.